# Gan Le'ummi Ma'uzole'um Mazor
Gan Le'ummi Ma'uzole'um Mazor (hebreiska: גן לאמי מאוזוליאום מזור) är en nationalpark i Israel. Den ligger i distriktet Centrala distriktet, i den norra delen av landet.